# Universidade de Karlstad
A Universidade de Karlstad (Kau; em sueco: Karlstads universitet;  ouça a pronúncia) ou Carlostádio é uma instituição pública de ensino superior da cidade de Karlstad, na Suécia.

Foi fundada em 1999, quando a Escola Superior de Karlstad foi promovida a universidade.

### Estudantes, professores e funcionários
Tinha 17 300 estudantes, dos quais 262 doutorandos, e contava com 1 384 professores e funcionários (2023).                                         

### Biblioteca
A sua biblioteca foi inaugurada em 2002, dispondo de 4 pisos e de 1 200 lugares de leitura.

### Posição
No QS World University Rankings: Europe 2025 a universidade está em 489º lugar na Europa.

### Faculdades
A Universidade de Karlstad dispunha de 3 faculdades em 2019.
- Faculdade de Ciências Humanas e Sociais
- Faculdade de Ciências da Saúde, Ciência e Tecnologia
- Faculdade de Formação de Professores

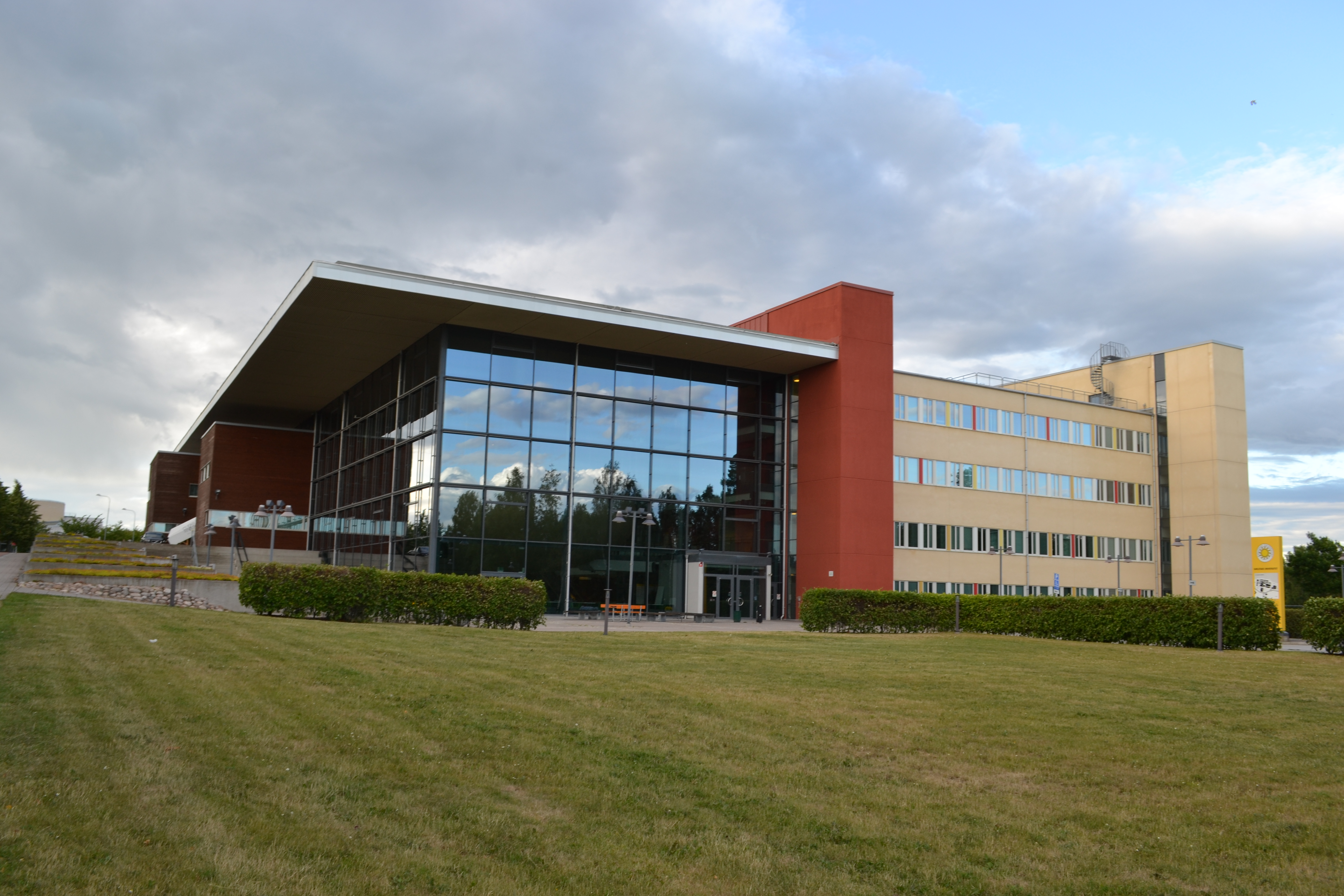
Edifício 21 (ensino técnico)
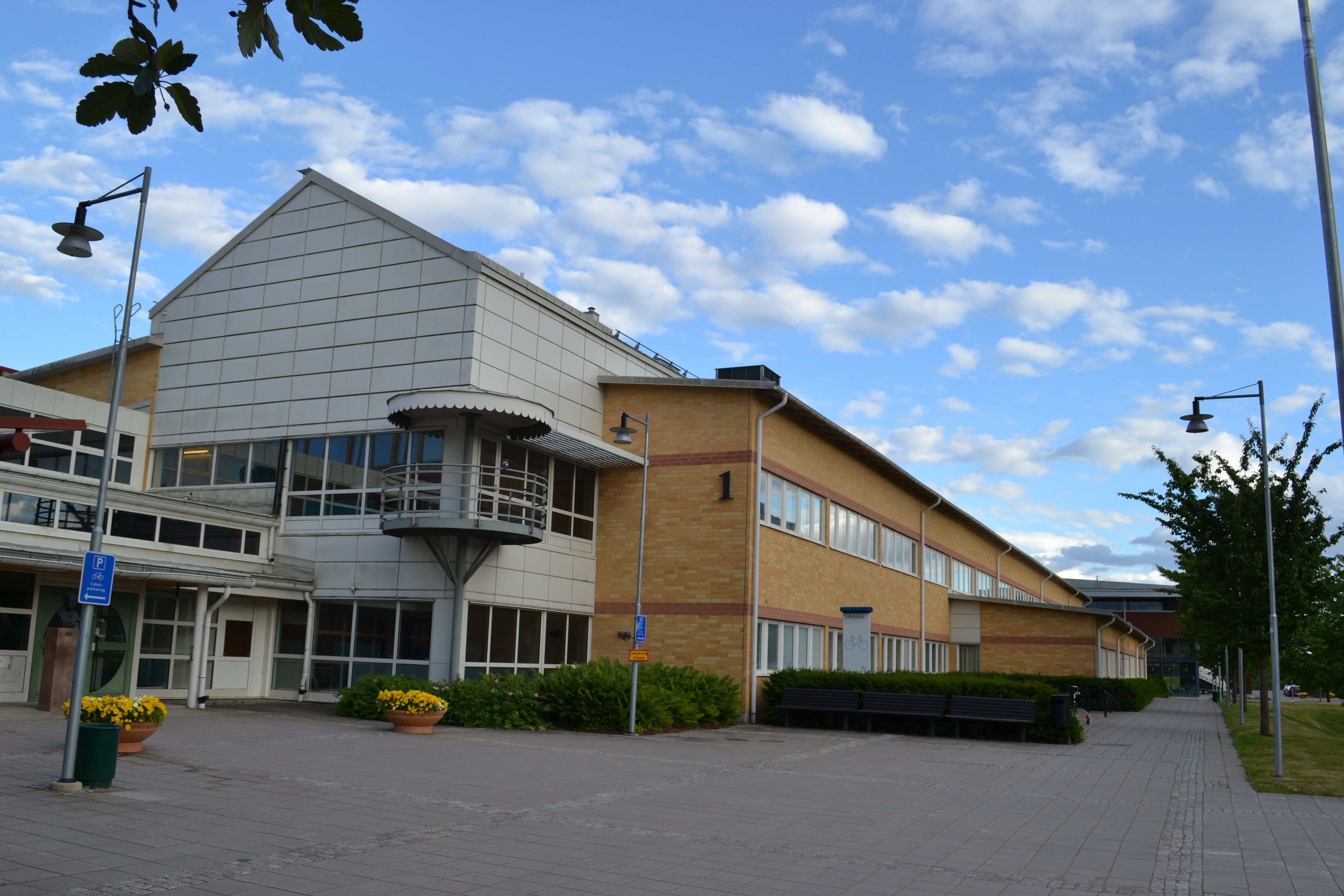
Edifício 1D (ensino de saúde)
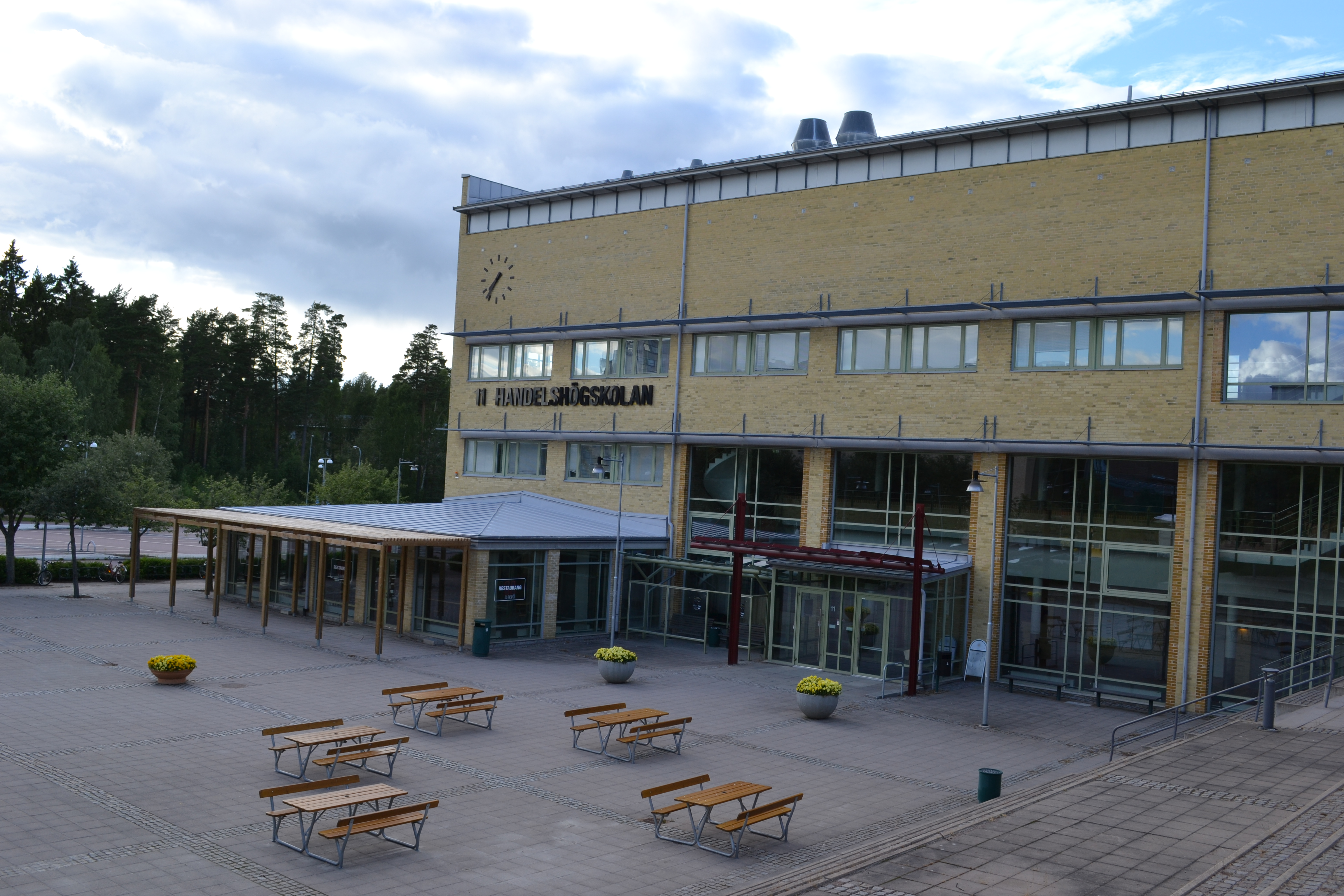
Edifício 11 (ensino de economia)
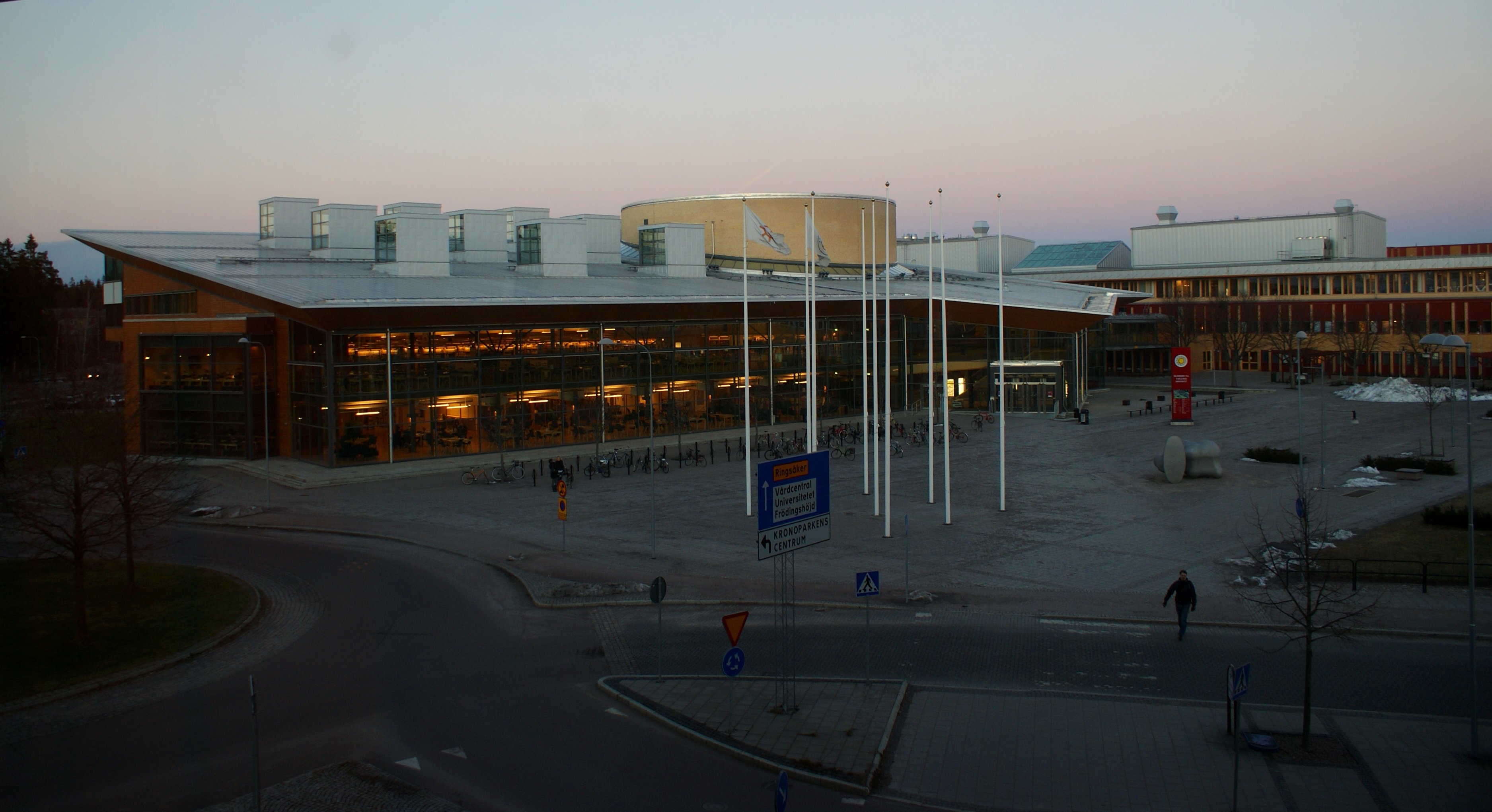
Biblioteca da universidade